# Fed Cup 2019 Wereldgroep I play-offs
De Fed Cup 2019 Wereldgroep I play-offs vormden een naspel van de Fed Cup 2019, waarin promotie en degradatie tussen de twee hoogste niveaus (Wereldgroep I en Wereldgroep II) werden bevochten.
De wedstrijden werden gespeeld op 20 en 21 april 2019.

## Reglement
De vier verliezende teams van de eerste ronde van Wereldgroep I en de vier winnaars van Wereldgroep II nemen aan dit naspel deel. Het ITF Fed Cup comité bepaalt welke vier landen geplaatst worden, aan de hand van de ITF Fed Cup Nations Ranking. Hun tegenstanders worden door loting bepaald. Welk land thuis speelt, hangt af van hun vorige ontmoeting (om de andere), dan wel wordt door loting bepaald als zij niet eerder tegen elkaar speelden. Een landenwedstrijd bestaat uit (maximaal) vijf "rubbers": vier enkelspelpartijen en een dubbelspelpartij. Het land dat drie "rubbers" wint, is de winnaar van de landenwedstrijd. De vier winnende landen plaatsen zich voor de Fed Cup Wereldgroep I in het jaar erop. De vier verliezende landen zullen in het volgend jaar deelnemen in Wereldgroep II.

## Deelnemers
In 2019 namen de volgende acht landen deel aan de Wereldgroep I play-offs:
- België (verloor van Frankrijk in Wereldgroep I)
- Duitsland (verloor van Wit-Rusland in Wereldgroep I)
- Tsjechië (verloor van Roemenië in Wereldgroep I)
- Verenigde Staten (verloor van Australië in Wereldgroep I)
- Canada (won van Nederland in Wereldgroep II)
- Letland (won van Slowakije in Wereldgroep II)
- Spanje (won van Japan in Wereldgroep II)
- Zwitserland (won van Italië in Wereldgroep II)

## Plaatsing, loting en uitslagen
Geplaatste teams hebben het plaatsingcijfer tussen haakjes.
| locatie     | ondergrond    | thuisspelend land    | uitslag | uitspelend land |
| ----------- | ------------- | -------------------- | ------- | --------------- |
| Prostějov   | gravel (i)    | Tsjechië (1)         | 4-0     | Canada          |
| San Antonio | hardcourt (i) | Verenigde Staten (2) | 3-2     | Zwitserland     |
| Riga        | hardcourt (i) | Letland              | 1-3     | Duitsland (3)   |
| Kortrijk    | hardcourt (i) | België (4)           | 2-3     | Spanje          |

### Vervolg
- Duitsland, Tsjechië en Verenigde Staten handhaafden hun niveau, en bleven in Wereldgroep I.
- Spanje promoveerde van Wereldgroep II in 2019 naar Wereldgroep I in 2020.
- Canada, Letland en Zwitserland wisten niet te ontstijgen aan Wereldgroep II.
- België degradeerde van Wereldgroep I in 2019 naar Wereldgroep II in 2020.